# Adrie Lasterie
Aartje Elisabeth Lasterie, detta Adrie (Hilversum, 16 dicembre 1943 – Naarden, 22 marzo 1991) è stata una nuotatrice olandese.

## Carriera
Fortemente specializzata nello stile libero e nei misti, si laureò campionessa continentale sulla distanza dei 400m in tutte e due le discipline, ai campionati europei di Lipsia 1962.

## Palmarès
- Giochi olimpici

Tokyo 1964: argento nella 4x100m misti.
- Europei

Lipsia 1962: oro nei 400m stile libero, nei 400m misti e nella 4x100m stile libero.